# Baluhawa
Baluhawa (nep. बलुहवा) – gaun wikas samiti w zachodniej części Nepalu w strefie Lumbini w dystrykcie Kapilvastu. Według nepalskiego spisu powszechnego z 2001 roku liczył on 704 gospodarstw domowych i 4885 mieszkańców (2346 kobiet i 2539 mężczyzn).